# Rebecca Muambo
Rebecca Ndolo Muambo (ur. 16 lipca 1985) – kameruńska zapaśniczka walcząca w stylu wolnym. Olimpijka z Rio de Janeiro 2016, gdzie zajęła szesnaste miejsce w kategoria 48 kg.
Pięciokrotna uczestniczka mistrzostw świata, dwudziesta w 2014. Srebrna medalistka igrzysk afrykańskich w 2015 i brązowa w 2003 i 2007. Zdobyła siedem medali na mistrzostwach Afryki, w tym cztery złote, w 2011, 2012, 2015 i 2016. Trzecia na igrzyskach wspólnoty narodów w 2014. Mistrzyni mistrzostw Wspólnoty Narodów w 2009 roku.